# Solva gracilifemur
Solva gracilifemur är en tvåvingeart som först beskrevs av Lindner 1939.  Solva gracilifemur ingår i släktet Solva och familjen lövträdsflugor.
Artens utbredningsområde är Uganda. Inga underarter finns listade i Catalogue of Life.